# Unkkavaara
Unkkavaara är ett berg i Finland. Det ligger i Enontekis i landskapet Lappland, i den norra delen av landet, 1 000 km norr om huvudstaden Helsingfors. Toppen på Unkkavaara är 847 meter över havet.
Terrängen runt Unkkavaara är kuperad åt nordväst, men åt sydost är den platt.  Trakten runt Unkkavaara är nära nog obefolkad, med mindre än två invånare per kvadratkilometer. Det finns inga samhällen i närheten. Omgivningarna runt Unkkavaara är i huvudsak ett öppet busklandskap.